# Air Libya Tibesti
Air Libya Tibesti is een Libische luchtvaartmaatschappij met haar thuisbasis in Benghazi. Zij voert binnenlandse vluchten uit en vluchten naar Algerije.

## Geschiedenis
Air Libya Tibesti is opgericht in 1999. Bij een reorganisatie in 2002 werd Tibesta Aviation afgesplitst als een maatschappij welke uitsluitend kleinere vliegtuigen gebruikt.

## Vloot
De vloot van Air Libya Tibesta bestaat uit (juni 2007):
- 2 Boeing B727-200
- 1 Boeing B737-200
- 9 Yakolev Yak40